# Hr.Ms. Ewald (1939)
Hr.Ms. Ewald (FY 1733) was een Nederlandse hulpmijnenveger. Het schip was gebouwd als IJM 48 door de Britse scheepswerf Smith's Dock Co. Ltd. in Middlesbrough.

## De Ewald tijdens de mobilisatie in 1939
De Ewald werd op 1 september 1939 gevorderd als gevolg van het afkondigen van de mobilisatie op 29 augustus 1939. Het schip zou worden omgebouwd tot boeienschip, maar omdat de Limburgia hier beter voor geschikt was, werd de Ewald omgebouwd tot mijnenveger en op 4 september 1940 in dienst genomen. De Ewald was een van in totaal tien trawlers die in augustus 1939 zijn gevorderd. De andere negen trawlers waren: Amsterdam, Aneta, Azimuth, Alkmaar, Bloemendaal, Hollandia, Maria R. Ommering, Walrus, Witte Zee.

## De Ewald tijdens de Tweede Wereldoorlog
In de meidagen van 1940 week de Ewald uit naar Engeland. Het schip was daar verbonden aan de 66ste mijnenvegergroep te Milford Haven, andere schepen bij deze groep waren: Alma, Eveline en Bergen. Tot 21 april 1943 voer het schip in Nederlandse dienst, daarna was het in dienst bij de Britse marine. Na het einde van de Tweede Wereldoorlog in 1945 is het schip teruggegeven aan de eigenaar.